# رولاند جيربر
رولاند جيربر (بالألمانية: Roland Gerber)‏ (20 مايو 1953 لاودا-كونيغسهوفن ألمانيا - 24 فبراير 2015 تاوبربيشوفسهايم ألمانيا) هو لاعب كرة قدم ألماني.

## روابط خارجية
- رولاند جيربر على موقع قاعدة بيانات كرة القدم.إي يو (الإنجليزية)
- رولاند جيربر على موقع بيانات كرة القدم. دي إي (الألمانية)
- رولاند جيربر على موقع عالم كرة القدم.نت (الإنجليزية)